# Isla Estanque
Isla Estanque o Isla Pond es una isla volcánica de México ubicada en el golfo de California o mar de Cortés pertenece a Baja California, específicamente se encuentra dentro de la jurisdicción del municipio de Mexicali, aunque mucho más cercana a las costas del municipio de Ensenada.

## Geografía
La isla tiene poco más de 83 hectáreas de extensión, su longitud máxima supera un poco los 1750 metros en sentido oeste-suroeste a este-noreste y su anchura máxima es de aproximadamente 770 metros en sentido nornoroeste a sur-sureste. Se encuentra aproximadamente a 250 metros al este de un cabo o punta al sureste de la Isla Ángel de la Guarda, del que parece ser una especie de continuidad. 
Esta isla se encuentra en la región de las grandes Islas del golfo de California, en específico, dista poco más de  53 km de la Isla Tiburón,  aproximadamente 59.5 km de la Isla San Esteban, poco más de 47 km de Isla San Lorenzo.
Se trata de una isla deshabitada; la localidad de mil o más habitantes, más cercana a esta isla, es Puerto Libertad, municipio de Pitiquito, que se encuentra alrededor de 100 km al nornoroeste. Las coordenadas de Isla Pond o Estanque son 29°3'55 de latitud norte y 113°5'14 longitud oeste.

## La isla Estanque como parte de un área natural protegida
Desde 1995 esta isla está incluida junto con otras 243 islas e islotes del golfo de California como una de reservas de la biósfera por parte de la UNESCO,  y en 2005 se le otorga el título de patrimonio natural de la humanidad por parte de ese mismo organismo